# Balé (Burquina Fasso)
Balé é uma província, do país africano Burquina Fasso, localizada na região administrativa de Boucle du Mouhoun (Meandro do Volta Negro), com capital na cidade de Boromo.

## Departamentos

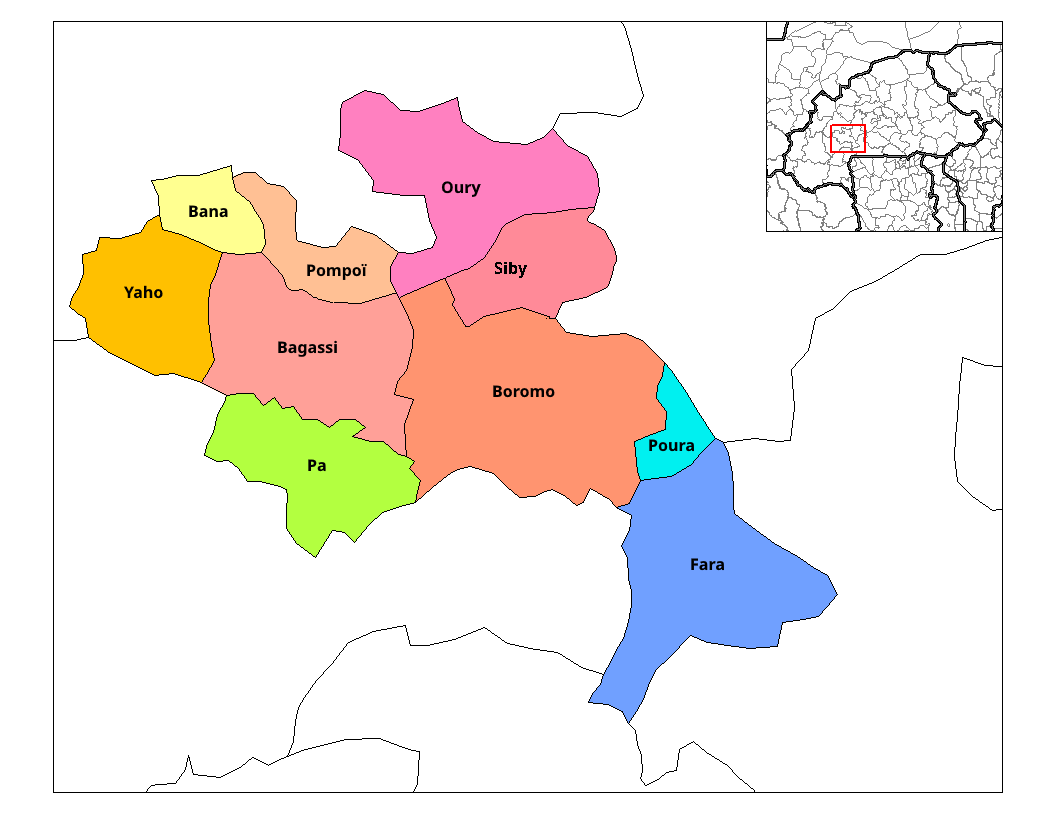
Localização dos diversos departamentos da província do Balé (Burkina Faso)

A província do Balé está dividida em dez departamentos:
- Bagassi
- Bana
- Boromo
- Fara
- Oury
- Pâ
- Pompoï
- Poura
- Siby
- Yaho

## Características
População: de 13 240 mil habitantes
Altitude média: de 281 m (920 ft)
Clima: tipo tropical seco de 90%
FIPS: UV45
HASC: BF.BO.BA